# Dietist
Dietist är en yrkesskyddad titel för en person som nutritionsbehandlar sjuka såväl som friska individer. Dietisten har en universitetsutbildning som bland annat omfattar ämnena biokemi, fysiologi, näringslära och dietetik. Dietisten ger bland annat kvalificerad kostrådgivning till människor som på grund av sjukdom eller av profylaktiska skäl behöver förändra sin kosthållning. Detta gäller vid sjukdomstillstånd som till exempel fetma, undernäring, cancer, ätstörning, allergi, celiaki, njursjukdom, hjärtsjukdom, diabetes, cystisk fibros, leversjukdom, mag-tarmsjukdom eller vid operativa ingrepp. Profylaktisk rådgivning ges exempelvis personer i riskzonen att utveckla diabetes, till kvinnor under graviditet och idrottsutövare. Dietisten kan även ge råd om kosthållning preventivt för friska personer utan särskilda behov. Utöver kostrådgivning kan dietisten energi- och näringsberäkna måltider såväl som enteral nutrition.

## Sverige
I Sverige är utbildningen till dietist 3 år (180 akademiska högskolepoäng), med möjlighet att ta magister- eller masterexamen efter 1 respektive 2 ytterligare studieår. Utbildningen bedrivs vid universiteten i Göteborg, Uppsala och Umeå. Titeln dietist är en skyddad yrkestitel och reglerad i lag. Sedan år 2006 kan dietister med adekvat utbildning få yrkeslegitimation utfärdad av Socialstyrelsen.  